# Bernard Hopkins
Pour les articles homonymes, voir Bernard Hopkins (basket-ball) et Hopkins.
Bernard Hopkins Jr. est un boxeur américain né le 15 janvier 1965 à Philadelphie, Pennsylvanie. Champion du monde des poids moyens pendant 10 années consécutives, de 1995 à 2005, il a réunifié les 4 ceintures des principales fédérations dans cette catégorie. En 2011, il devient à 46 ans le plus vieux champion du monde de l'histoire de la boxe, dans la catégorie des mi-lourds. Il bat son propre record en s'emparant une nouvelle fois de ce titre en 2013, à l'âge de 48 ans.

## Carrière

### Débuts professionnels
Tombé dans la délinquance à l'adolescence, Hopkins est accusé d'agressions à plusieurs reprises. En 1982, il est condamné à 18 ans de prison. Il n'en fera que cinq. Durant son incarcération, il découvre la boxe, et l'utilise pour se sortir de cette vie. Il se convertit à l'Islam.
Hopkins ne combat pas dans les rangs amateurs, il combat directement en professionnel. Poids moyen naturel, il subit une mauvaise préparation de la part de son manager de l'époque qui le fait combattre en poids mi-lourds. Il prend du poids rapidement et passe la barre des 80 kilos. Peu habitué à cette surcharge pondérale, il est plus lent, et perd par décision des juges face à un inconnu, Clinton Mitchell, le 11 octobre 1988. Découragé, Hopkins renonce à la boxe pour un temps. Il remonte sur le ring 16 mois plus tard, le 22 février 1990, avec un nouveau manager, dans la catégorie des poids moyens.
Il combat à 15 reprises entre 1990 et 1991, pour autant de victoires, dont 12 avant la limite. Après 5 nouvelles victoires en 1992, il combat Wayne Powell pour le titre de champion des États-Unis, et le bat en un round, l'arbitre arrêtant le combat après une rafale de 10 coups d'Hopkins sans défense de la part de Powell. Il défend ce titre victorieusement en février 1993, avant de combattre Roy Jones Jr. le 22 mai 1993 pour le titre IBF des poids moyens laissé vacant par James Toney, mais il perd le combat par décision unanime. Par la suite, il s'empare une seconde fois du titre de champion des États-Unis, et le défend à 2 reprises.

### Champion du monde IBF des poids moyens
Le 17 décembre 1994, il fait face à Segundo Marcado pour le titre IBF des poids moyens. Hopkins est envoyé au tapis pour la première fois de sa carrière, au 5e et au 7e round. Il revient dans le match, les juges donnent un verdict final de match nul. Leur deuxième rencontre a lieu le 29 avril 1995. Hopkins gagne la majorité des rounds, et au 7e, il coince Mercado dans un coin du ring, l'assaille avec des crochets au corps, puis à la tête. L'arbitre sépare les deux adversaires et arrête le combat, constatant l'état de Marcado. À 30 ans, Hopkins remporte son premier titre mondial.
Hopkins défend cette ceinture 3 fois en 1996, battant notamment Steve Frank en 24 secondes pour l'un des championnats du monde les plus rapides de l'histoire. En 1997, il combat l'ancien double champion du monde John David Jackson. Dominant le combat, il envoie son adversaire au tapis au 6e round à la suite de trois crochets au corps. À la dernière minute du 7e round, Hopkins coince Jackson dans le ring et lui assène des combinaisons qui manquent de peu de le sortir du ring, l'arbitre arrête le combat. Son combat suivant a lieu contre le futur champion du monde des poids mi-lourds, Glen Johnson, alors invaincu. Selon les 3 juges, Hopkins gagne les 10 premiers rounds. Au 11e round, l'arbitre arrête le combat.
Le 31 janvier 1998, il domine l'ancien double champion du monde Simon Brown et remporte le combat par KO technique à la 6e reprise. Le 28 août de la même année, il est blessé lors de son combat face à Robert Allen. À la 4e reprise, l'arbitre Mills Lane sépare les deux combattants, et repousse involontairement Hopkins en dehors du ring, qui se blesse. Le combat est déclaré sans décision. La revanche a lieu 6 mois plus tard, Hopkins envoie son opposant au tapis à la 2e et à la 6e reprise. Il gagne le combat par KO technique au 7e round. Pour sa 10e défense de titre, il bat le champion des États-Unis Antwun Echols le 12 décembre 1999. En 2000, il défend sa ceinture victorieusement à deux reprises.

### Champion du monde incontesté des poids moyens
En 2001, un tournoi de réunifications des ceintures mondiales des poids moyens est organisé. Hopkins affronte en premier lieu le champion du monde WBC, Keith Holmes. Il gagne par décision unanime.
Le 15 septembre 2001, Bernard Hopkins doit rencontrer l'ancien double champion du monde des catégories welters et super-welters, et tenant du titre de champion du monde des poids moyens WBA, Felix Trinidad, invaincu en 40 combats. Pour la première fois depuis des années, la côte des paris est en défaveur d'Hopkins. Le combat est repoussé au 29 septembre en raison des attentats du 11 septembre. Le jour du combat, au Madison Square Garden de New-York, Hopkins prend rapidement de l'avance sur les cartes des juges. À la 6e reprise, Trinidad réagit, coinçant Hopkins dans les cordes, envoyant de nombreux crochets. Hopkins tient bon et reprend sa domination dans les rounds suivants, travaillant à distance avec mobilité. Le 10e round est particulièrement animé, les deux hommes ne s'accordant aucun répit. Trinidad sort de ce round visiblement éprouvé, Hopkins apparaissant, par contraste, assez frais. À la 12e reprise, un crochet du droit fait chuter Trinidad. Il se relève, mais son coin jette l'éponge. Vainqueur, Hopkins détient désormais les ceintures de 3 fédérations. Ring magazine le nomme d'ailleurs Boxeur de l'année.
Il défend ces ceintures en battant avant la limite l'ancien champion du monde WBA Carl Daniels et le champion d’Europe EBU Morrade Hakkar. Il bat ensuite par décision unanime le triple champion du monde William Joppy, avant d'accorder une revanche à Robert Allen, qu'il bat par décision unanime, après l'avoir fait chuter au 7e round.
Le 18 septembre 2004 a lieu le combat de réunification des 4 ceintures, WBA, WBC, IBF et WBO. Bernard Hopkins affronte Oscar De La Hoya. À la 9e reprise, un crochet gauche d'Hopkins envoie De La Hoya au tapis. Ce dernier ne se relève pas, se tordant de douleur au tapis. Hopkins est désormais champion du monde unanime. Il défend ses 4 ceintures contre le champion d’Europe EBU Howard Eastman.

### Bernard Hopkins contre Jermain Taylor
Invaincu en 20 championnats du monde consécutifs, à désormais 40 ans, Hopkins affronte Jermain Taylor le 16 juillet 2005. Le combat démarre lentement pour Hopkins, peu actif durant la première moitié du combat. Plus actif dans les derniers rounds, il perd le combat par décision partagée. Cette décision des juges sera très contestée, beaucoup d'observateurs donnant Hopkins vainqueur. Jermain Taylor met fin à 12 ans sans défaite pour Bernard Hopkins. La revanche est organisée le 3 décembre, elle ne souffre cette fois d'aucune contestation, Hopkins perd par décision unanime.

### Poids mi-lourds
À 40 ans passés, Hopkins ne se retire pas. Il monte en poids mi-lourds, et ne combat qu'à une reprise en 2006, contre Antonio Tarver, auréolé de ses récentes victoires contre Glen Johnson et Roy Jones Jr., pour le gain de la ceinture mineure IBO. Donné favori à 3 contre 1, Tarver va pourtant perdre le combat, Hopkins le remportant par décision unanime des juges. Son seul combat en 2007 sera une victoire contre l'ancien multiple champion du monde Winky Wright.
En 2008, il combat deux champions réputés : tout d'abord Joe Calzaghe le 19 avril, champion du monde WBO des poids moyens pendant 9 ans. Au premier round, un direct du droit d'Hopkins envoie Calzaghe à terre. Il remporte les 3 rounds suivants, mais Calzaghe prend ensuite le pas sur lui. À la 10e reprise, un coup bas envoie Hopkins à terre, des coups irréguliers seront d'ailleurs régulièrement donnés par les deux hommes durant tout le match, sans que des points ne soient déduits. À l'issue des 12 rounds, Calzaghe est déclaré vainqueur du combat, par décision partagée. Le 18 octobre, Hopkins bat l'ancien champion du monde Kelly Pavlik par décision unanime. En 2009, il ne dispute qu'un seul combat, face à Enrique Ornelas, qu'il remporte sans avoir été mis en difficulté.
Le 3 avril 2010, Roy Jones Jr. accorde sa revanche à Bernard Hopkins, 17 ans après leur dernier affrontement. Le combat sera très frustrant pour les fans : les deux hommes se livrent peu, envoient des coups irréguliers (Roy Jones Jr sera pénalisé au 10e round pour coup bas) et font du cinéma. Hopkins remporte la majorité des rounds, et s'impose par décision unanime des juges.

### Champion du monde des mi-lourds
Le 18 décembre 2010, Hopkins a l'occasion de décrocher un titre mondial pour la première fois depuis 5 ans : Le canadien Jean Pascal détient la ceinture WBC, ainsi que la ceinture mineure IBO. 17 ans plus jeune, Pascal envoie à terre Hopkins au 1er round, et une seconde fois au 3e, à la suite d'un gauche. Relevé, Hopkins revient dans le combat. Il déclarera après le combat que Pascal avait semblé fatigué dès le 6e round. Le match va au bout, les juges le déclarent nul, Pascal conserve son titre. La WBC ordonne une revanche, qui a lieu le 21 mai 2011 à Montréal. Après deux premiers rounds timides, Hopkins livre un bon 3e round, il ébranle Pascal grâce à sa droite. À la fin de la 4e reprise, Hopkins est, à son tour, secoué par son adversaire. À la 10e reprise, Hopkins est averti à deux reprises pour avoir tenu la nuque de son adversaire. Dans le même round cependant, une droite d'Hopkins envoie Pascal à terre, qui, étrangement, sera jugée comme une glissade. Apparaissant fatigué dans les deux derniers rounds, Pascal est finalement déclaré perdant par décision unanime, les juges donnant 1 à 4 points d'avance à Hopkins. À 46 ans, Hopkins bat le record de George Foreman, du plus vieux champion du monde de l'histoire de la boxe.
Le 15 octobre 2011, il défend ce titre contre Chad Dawson au Staple Center de Los Angeles. Une polémique va éclater : Dawson projette Hopkins au sol et le blesse à l'épaule, l'empêchant de poursuivre le combat. L'arbitre, jugeant la projection légale, le déclare KO technique. Mais le 20 octobre, les instances de la WBC reviennent sur la décision de l'arbitre, pour la transformer en sans décision. Hopkins conserve ainsi sa ceinture jusqu'au combat revanche organisé le 28 avril 2012 où il est cette fois battu aux points.

### Champion du monde à48 ans
Loin de vouloir prendre sa retraite, Bernard Hopkins défie le champion IBF des mi-lourds Tavoris Cloud le 9 mars 2013 au Barklays Center de Brooklyn. Âgé à présent de 48 ans, il s'impose aux points à l'unanimité des juges et bat son propre record de plus vieux champion du monde de boxe professionnelle. Hopkins bat ensuite Karo Murat le 26 octobre 2013.
Le 19 avril 2014, il affronte Beibut Shumenov en combat de réunification des ceintures IBF et WBA. Il envoie son adversaire à terre à la 11e reprise mais le combat va au bout. Il est déclaré vainqueur par décision partagée et s'empare donc à 49 ans de la ceinture de champion du monde WBA et du titre mineur IBA.
Hopkins s'incline finalement le 8 novembre 2014 face au russe Sergey Kovalev, champion WBO de la catégorie. Compté lors du premier round, l'américain est nettement dominé et s'incline aux points à l'unanimité des juges. Il effectue un retour le 17 décembre 2016 à presque 52 ans contre son compatriote Joe Smith jr, mais dominé pendant la majeure partie du combat il est battu avant la limite au 8e round. Il annonce sa retraite sportive à l'issue de ce combat.

## Distinctions
- Bernard Hopkins est élu boxeur de l'année en 2001 par Ring Magazine[18].
- Il est membre de l'International Boxing Hall of Fame depuis 2020.